# R. K. Shanmukham Chetty
R. K. Shanmukham Chetty, né le 17 octobre 1892 à Coimbatore et mort le 5 mai 1953, est un avocat, économiste et homme politique indien. Il est le premier ministre des finances, de 1947 à 1949, de l'Inde indépendante. Il est également président de l'Assemblée législative centrale de l'Inde 1933 à 1935 et Diwan du Royaume Cochin de 1935 à 1941. Il est récipiendaire de l'Ordre de l'Empire des Indes.
Il étudie au Lycée chrétien de Madras et au Madras Law College. À la fin de ses études, Shanmukham Chetty s'engage en politique et sert à la fois dans le parti nationaliste indien Swaraj et dans le Parti de la Justice. Shanmukham Chetty est élu à l'Assemblée législative centrale de l'Inde et en est le vice-président de 1931 à 1935. Après avoir perdu les élections de 1935, Chetty retourne en Inde du Sud où il sert comme Diwan du Royaume Cochin de 1935 à 1941. Lors de l'indépendance de l'Inde en 1947, Jawaharlal Nehru, le premier Premier Ministre de l'Inde le choisit comme son ministre des Finances malgré les penchants pro-Britanniques bien connus de ce dernier. Shanmukham Chetty meurt le 3 mars 1953.
Au cours de sa vie publique, Chetty s'identifie également à un certain nombre de causes sociales. Il est un fervent partisan du Tamil Isai Movement. Shanmukham Chetty est le Ministre des Finances de l'Inde, lorsque le premier budget est déposé au Parlement le 26 novembre 1947.

## Biographie

### Jeunesse
Shanmukham Chetty naît de Kandasamy Chetty à Vaaniar Street à Coimbatore, le 17 octobre 1892. Le grand-père de Shanmukham Chetty, Ramasami Chetty, avait émigré à Coimbatore au milieu du XIXe siècle. La famille était engagée dans les affaires et possédait un certain nombre de moulins dans la ville de Coimbatore.
Shanmukham Chetty fait ses études à Coimbatore. Il étudie l'économie au Lycée chrétien de Madras et est diplômé en droit du Madras Law College. À l'issue de l'obtention de son diplôme, Shanmukham Chetty n'entre pas au barreau. Au lieu de cela, il s'occupe de l'entreprise familiale et, après un certain temps, entre en politique.

### Début de la carrière politique
Shanmukham Chetty rejoint le Parti de la Justice et devient conseiller de la municipalité de Coimbatore en 1917. Peu de temps après, il est élu vice-président de la municipalité de Coimbatore. Il a à son crédit des réformes dans l'administration municipale.
En 1920, Shanmukham Chetty participe aux élections du conseil législatif de la présidence de Madras et est élu au conseil législatif de Madras. Il est membre du Conseil législatif de Madras de 1920 à 1922, date à laquelle il démissionne. Il rejoint le parti Swaraj et est élu en 1924 à l'Assemblée législative centrale, la chambre basse nouvellement inaugurée du Conseil législatif impérial de l'Inde. Chetty représente les employeurs indiens à la Conférence internationale du travail à Genève en 1928, 1929 et 1932. Il est délégué de l'Inde à la Conférence Économique Impériale tenue à Ottawa en 1932.
En 1932, Shanmukhan Chetty est nommé vice-président de l'Assemblée législative centrale et, en 1934, président, succédant ainsi à Ibrahim Rahimtoola,. Shanmukham Chetty est président jusqu'en 1935, date à laquelle il doit quitter son siège à l'Assemblée législative centrale après avoir perdu les élections de 1935.
Au cours de son mandat de membre de l'Assemblée législative centrale, Chetty aurait bénéficié du soutien de Lord Willingdom, qui  appelle même Shanmugham Chetty, son "fils divin"

### Plus tard dans la carrière politique
Chetty est Diwan de Cochin à partir de 1935 à 1941. Au cours de son mandat, de nouvelles réformes sont menées à l'administration de l'État princier. Chetty met en place des programmes pour l'amélioration du port de Cochin. Il essaye également d'en finir avec les superstitions religieuses hindoues et d'introduire les projets de Periyar. Chetty retournée à Madras en 1941 et est remplacé par E. F. W. Dickinson.
En 1938, Chetty se rend à Genève en tant que délégué indien auprès de la Société des Nations. Il est également délégué de l'Inde pour la Conférence de Bretton Woods en 1944. Au cours de cette période, Shanmukham Chetty tente de relancer le Parti de la Justice, mais il échoue. Pendant une courte période, il est conseiller constitutionnel auprès du Nawab de Bhopal. Il est également président de l'Indian Tariff Board. En raison de ses opinions pro-britanniques, Shanmukham Chetty n'est pas inclus dans l'Assemblée constituante.
Lorsque l'Inde obtient son indépendance le 15 août 1947, il aurait déclaré ce qui suit :
« ... we have secured freedom from foreign yoke, mainly through the operation of world events, and partly through a unique act of enlightened self-abnegation on behalf of the erstwhile rulers of the country.... »
En raison de son expertise en économie, Shanmukham Chetty est choisi par le Père de la Nation, Mahathma Gandhi, contre la volonté de Jawaharlal Nehru, pour être le ministre des Finances du premier cabinet indépendant de l'Inde. Toutefois, en raison de divergences d'opinions avec Nehru, Chetty démissionne peu de temps après,. Shanmukham Chetty est, aujourd'hui, connu pour avoir présenté le premier budget de l'Inde indépendante le 26 novembre 1947.
Chetty retourne à la politique d'État et est réélu à l'assemblée législative de l'État de Madras lors des élections de 1952 en tant que candidat indépendant.

### Débats de l'Assemblée constituante[13]
À l'Assemblée constituante, Chetty intervient sur les questions de fiscalité fédérale.

### Mort
Shanmukham Chetty subi une grave crise cardiaque le 3 mai 1953. Il succombe à une seconde attaque dans la soirée du 5 mai 1953

## Honneurs
Chetty, est fait Chevalier Commandeur de l'Ordre de l'Empire des Indes, le 3 juin 1933. Il lui est décerné le grade de Docteur en Philosophie de l'Université Annamalai. Une statue en bronze grandeur nature du Dr Chetty est dévoilée sur le campus du lycée R. K. Sreerangammal Kalvi Nilayam à Coimbatore, le 6 juillet 2014.